# Bulle (lésion)
Pour les articles homonymes, voir Bulle.
 (23 décembre 2016).

Bulle et vésicule.

Une bulle est une cavité cutanée de grande taille (supérieure à 5 mm) provoquant un soulèvement épidermique circonscrit contenant une collection de liquide clair, séreux, inflammatoire ou hémorragique.

## Étymologie
- Lang :latin : bulla : décoration en forme de boule
- Lang :fr_vx : buille : sceau

## Définition de la bulle en dermatologie
Cette lésion élémentaire de dermatologie est provoquée par un décollement entre les différentes couches de la peau (épiderme, derme, hypoderme).
On peut mettre en évidence la fragilité de l'épiderme en recherchant le signe de Nikolsky. Ce signe étant caractéristique d'une perte d'adhésion entre les kératinocytes de l'épiderme. Il est absent dans les affections responsables d'un clivage entre derme et épiderme.
Il faut savoir évoquer le diagnostic de bulle devant :
- des érosions post-bulleuses,
- des ulcérations,
- parfois de vastes décollements cutanés,
- ou des croûtelles.

## Localisation des lésions bulleuses
- Atteinte muqueuse, œil, bouche, organes génitaux
- Lésions en pleine peau, du visage (péri-orificielle, tempes...), des racines des membres, des extrémités, des zones de frottements, des zones photo-exposées...

## Évolution
Les bulles peuvent laisser des cicatrices, des adhérences, notamment les bulles ophtalmiques.

## Diagnostics différentiels
- les lésions dermatologiques formant une cavité et contenant du liquide qui ne sont pas des bulles :
  - la vésicule, plus petite car faisant de 1  à   3 mm de diamètre,
  - la pustule, qui est une bulle contenant du pus, microbien ou amicrobien
  - le kyste, qui est une bulle avec une paroi propre,

- les lésions cutanées ne contenant pas de liquide:
  - le nodule,
  - l'infiltrat,
  - la sclérose,

## Siège histologique du décollement
Pour certains auteurs, la bulle est épidermique ou sous-épidermique (jonction dermo-épidermique), et non dermique ou hypodermique.
Le siège du décollement est variable :
- intra-épidermique ;
- sous-épidermique : clivage dans la zone de jonction dermo-épidermique :
  - lamina lucida,
  - membrane basale,
  - nécrose de l'assise basale épidermique.

## Classification suivant le siège histologique
- bulle intra-épidermique :
  - par acantholyse :
  - par dégénérescence ballonisante :
    - varicelle,
    - zona,
    - herpès,

  - par nécrose cellulaire :
    - toxidermie,
    - érythème polymorphe,

  - par spongiose :
    - prurigo bulleux,
- bulle sous-épidermique :
  - maladie de Dühring-Brocq,
  - épidermolyse bulleuse,
  - porphyrie.

## Étiologie
Voir l'article sur les dermatoses bulleuses
- provoquées par un agent externe :
  - traumatiques :
    - ampoules,
    - épidermolyses bulleuses,

  - thermiques:
    - brûlures :
      - coup de soleil,
      - autres brûlures,

    - gelures

  - chimique : dermites de contact: allergiques, irritatives, caustiques,
  - parasitaire : prurigo parasitaire
  - végétale : dermite des prés d'Oppenheim,
- origine médicamenteuse :
  - toxidermies bulleuses :
    - toxidermie pigmentée récidivante,
    - toxidermie bulleuse polymorphe,
    - lucites bulleuses,
- toxidermies à type d'érythème polymorphe,
- syndrome de Lyell toxique,
- infections :
  - impétigo,
  - viroses :
    - herpès,
    - zona,
    - orf (maladie)
- érythème polymorphe ;
- syndrome de Lyell :
  - médicamenteux (toxique),
  - staphylococcique,
- pemphigus ;
- pemphigoïdes :
  - pemphigoïde bulleuse,
  - herpès gestationis, appelé pemphigoïde gestationis
  - pemphigoïde cicatricielle,
- dermatite herpétiforme ;
- porphyrie cutanée tardive ;
- épidermolyse bulleuse.

## Synonymes
- ampoule : quasi-synonyme car désigne aussi une pathologie.
- cloque
- phlyctène

## En pneumologie
définition à vérifier
- bulle pulmonaire : cavité dans un poumon, de taille variable, et dont les parois sont théoriquement recouverte d'épithélium respiratoire. Cette cavité contient de l'air et est visible comme une structure arrondie sur une radiographie de poumon.